# Georg Dolivo
Georg Dolivo, född 9 februari 1945 i Helsingfors, död 2 februari 2023 i Helsingfors, var en finländsk skådespelare, regissör och teaterchef, sedan 2003 kulturdirektör i Esbo och chef för WeeGee-huset. Dolivo var mellan 1984 och 1987 konstnärlig ledare för Åbo Svenska Teater, och mellan 1987 och 1996 teaterchef för Svenska Teatern i Helsingfors. Han tilldelades 2007 Esbomedaljen.